# Somerhill House
Somerhill House ( / s ʌ m ər h ɪ l h aʊ s / ) est un manoir jacobéen classé Grade I situé près de Tonbridge, Kent, Royaume-Uni. Il a été construit pour le 4e comte de Clanricarde en 1611-1613. Le domaine est mis sous séquestre par le Parlement en 1645 et restitué à son propriétaire légitime en 1660. Le bâtiment est abandonné au milieu du XVIIIe siècle mais est ensuite restauré. Somerhill est peint par Turner en 1811. Il est acheté par un membre de la famille Goldsmid en 1849 et considérablement agrandi entre 1879 et 1897, ce qui en fait la deuxième plus grande maison du Kent, après Knole House, Sevenoaks.
Somerhill abrite un camp de prisonniers de guerre, le camp de prisonniers de guerre n° 40, pendant la Seconde Guerre mondiale, à la suite de quoi il devient la maison des d'Avigdor-Goldsmids et reçoit la visite de nombreuses célébrités de l'époque. Somerhill est vendu par les d'Avigdor-Goldsmids en 1980 et a de nouveau décliné, endommagé par le vandalisme et les tempêtes. En 1993, les écoles de Somerhill y emménagent et le bâtiment est utilisé comme école.

## Emplacement
Somerhill House se trouve à 1+1/2 milles (1,804672 km) au sud de Tonbridge dans la paroisse civile de Tudeley-cum-Capel qui relève du conseil d'arrondissement de Tunbridge Wells.

## Description
Somerhill est construit en grès. La pierre contient également du fer, ce qui lui donne une couleur rouge. Cette pierre est connue sous le nom de Calverley Stone. La maison a la forme d'une lettre "H", le hall principal formant la barre du "H". La façade principale de la maison est orientée vers l'ouest. Le bâtiment a trois étages et un demi sous-sol. Il comporte cinq pignons sur l'élévation principale. Le toit est constitué d'une construction à ossature en A, revêtue de tuiles à chevilles Kentish. L'aile sud abrite la bibliothèque, la deuxième pièce la plus longue du Kent à 93 pieds (28,3464 m) long, dépassé seulement par la galerie de Knole House, Sevenoaks. L'escalier principal se trouve dans l'aile sud. L'aile nord abritait les pièces de service et la cuisine, avec un salon à l'arrière.
La maison montre la transition de l'architecture médiévale, dans laquelle le hall est la principale pièce de vie et de divertissement, au plan plus moderne, où le hall devient une salle de réception. Somerhill en est l’un des premiers exemples. Une fois construit, il s’agit d’une conception innovante.

## Histoire

### XVIIesiècle
Le terrain sur lequel Somerhill est construit faisait à l'origine partie du domaine de South Frith, l'un des deux parcs à cerfs du Lowey de Tonbridge. À une certaine époque, le domaine couvrait 6 500 acres (2 630,456673 ha). Construite sur le site d'un manoir antérieur et conçue par John Thorpe, la maison est construite entre 1611 et 1613, dates qui se trouvent sur les têtes d'eau de pluie en plomb survivantes. Somerhill est construit pour le 4e comte de Clanricarde, un noble anglo-irlandais. La conception est basée sur celle de la Villa Valmarana, Lisiera, Italie, conçue par Andrea Palladio.
Lord Clanricarde meurt en 1636 et Somerhill passe à son fils Ulick, 5e comte de Clanricarde, qui est créé 1er marquis de Clanricarde en 1646. Après la bataille de Naseby en 1645, Somerhill est séquestrée par le Parlement, qui le donne au 3e comte d'Essex, demi-frère d'Ulick, Lord Clanricarde. À sa mort en septembre 1646, le Parlement donne Somerhill à John Bradshaw. John Evelyn, qui visite Somerhill le 29 mai 1652, le décrit comme « situé sur une colline éminente, avec un parc, mais n'a rien d'autre d'extraordinaire ».
Après la restauration de Charles II sur le trône en 1660, Somerhill est donnée à Margaret, vicomtesse Muskerry, fille du 1er marquis de Clanricarde. Lady Muskerry a des goûts extravagants et vend progressivement une grande partie des terres de South Frith à diverses personnes. Elle meurt en 1698 et Somerhill passe à son fils, John Villiers, qui se fait appeler le comte de Buckingham. Villers vend le manoir de South Frith à un certain Dekins. Quelque 1 200 acres (485,6227704 ha) de terrain sont vendus séparément à Abraham Hill de Sutton à Hone, Kent. Somerhill elle-même est louée.

### XVIIIesiècle
Dekins vend Somerhill à un certain Cave, qui le vend en 1712 à John Woodgate de Penshurst. Woodgate vit dans la maison et, à sa mort, elle passe à son fils Henry, qui vit à Somerhill jusqu'en 1769 puis dans la ville de Tonbridge jusqu'à sa mort en 1787. Le 5 août 1752, la maison reçoit la visite d'Horace Walpole, qui décrit son cadre comme dominant "un vaste paysage, magnifiquement boisé et doté de quantités de grands arbres centenaires pour s'abriter". En 1766, Somerhill est dans un état « ruineux ». Il reste abandonné tout au long du siècle. En 1787, Somerhill passe à William Woodgate, qui est le neveu de Henry Woodgate et vit à Somerhill. En 1792, Woodgate est l'un des trois associés qui créent la Tonbridge Bank.

### XIXesiècle
Au printemps 1810, JMW Turner fait un dessin de Somerhill, puis en 1811 il le peint pour les Woodgates, choisissant une vue sur le lac dans le parc, avec la maison au loin. Le tableau, qui est exposé à la Royal Academy en 1811, se trouve aujourd'hui aux Galeries nationales d'Écosse, et le carnet de croquis contenant son premier dessin se trouve à la Tate.
Après la fin des guerres napoléoniennes et la dépression agricole qui suit, couplée à l'effondrement de la Tonbridge Bank en 1812, Woodgate est déclaré en faillite en 1816. Cette année-là, Woodgate propose Somerhill en vente au duc de Wellington, qui refuse de l'acheter car la chasse au renard n'y est pas assez bonne à son goût. Somerhill est acheté aux descendants de William Woodgate en novembre 1819 par James Alexander. En 1830, Somerhill a été considérablement réparé et un nouvel aménagement paysager est entrepris. En 1832, Anthony Salvin est engagé pour apporter des améliorations à la maison, tout en conservant son style original. Pendant l'hiver rigoureux de 1835-1836, il est possible de patiner sur le lac de Somerhill pendant quatre semaines.
En 1842, le prieuré de Tonbridge est démoli pour faire place à la construction de la première gare ferroviaire. Un cercueil en pierre du prieuré est acheté par Alexandre et emmené à Somerhill où on peut encore le voir. En 1849, Somerhill est achetée par Isaac Goldsmid, qui la passe à son fils Frederick en 1859.
Le lac de Somerhill, que Turner a peint en 1811, sert à approvisionner la maison en glace, à abreuver le bétail du domaine et à faire de la navigation de plaisance. Le lac est alimenté par le ruisseau Calverley, qui traverse les terrains de Somerhill. En 1860, le ruisseau est pollué par les eaux usées rejetées en amont d'une station d'épuration appartenant aux Tunbridge Wells Improvement Commissioners, rendant l'eau du lac impropre à l'utilisation. Frederick Goldsmid tente d'amener les commissaires à cesser d'encrasser le ruisseau, mais ils refusent d'agir et la situation s'aggrave. Finalement, en 1865, Goldsmid poursuit les commissaires en justice. Ils nient toute responsabilité, affirmant que la pollution n'est pas causée par leurs stations d'épuration mais par une ferme en aval. Le tribunal rejette leur demande et statue en faveur de Goldsmid.
En 1866, Somerhill passe au fils de Frederick, Julian Goldsmid (plus tard connu sous le nom d'Avigdor-Goldsmid). Julian rend à la maison un aspect plus proche de son état d'origine. En 1879, Somerhill est agrandi car plus d'espace est nécessaire pour accueillir la grande famille de Goldsmid – il a huit filles. La cour des écuries est reconstruite à cette époque, la date de 1879 étant gravée dans les têtes d'eau de pluie. Les travaux de construction durent jusqu'en 1897. L'agrandissement fait de Somerhill la deuxième plus grande maison du Kent, après Knole House, Sevenoaks. Somerhill House elle-même couvre une superficie de 2½ acres (1 ha).

### XXesiècle

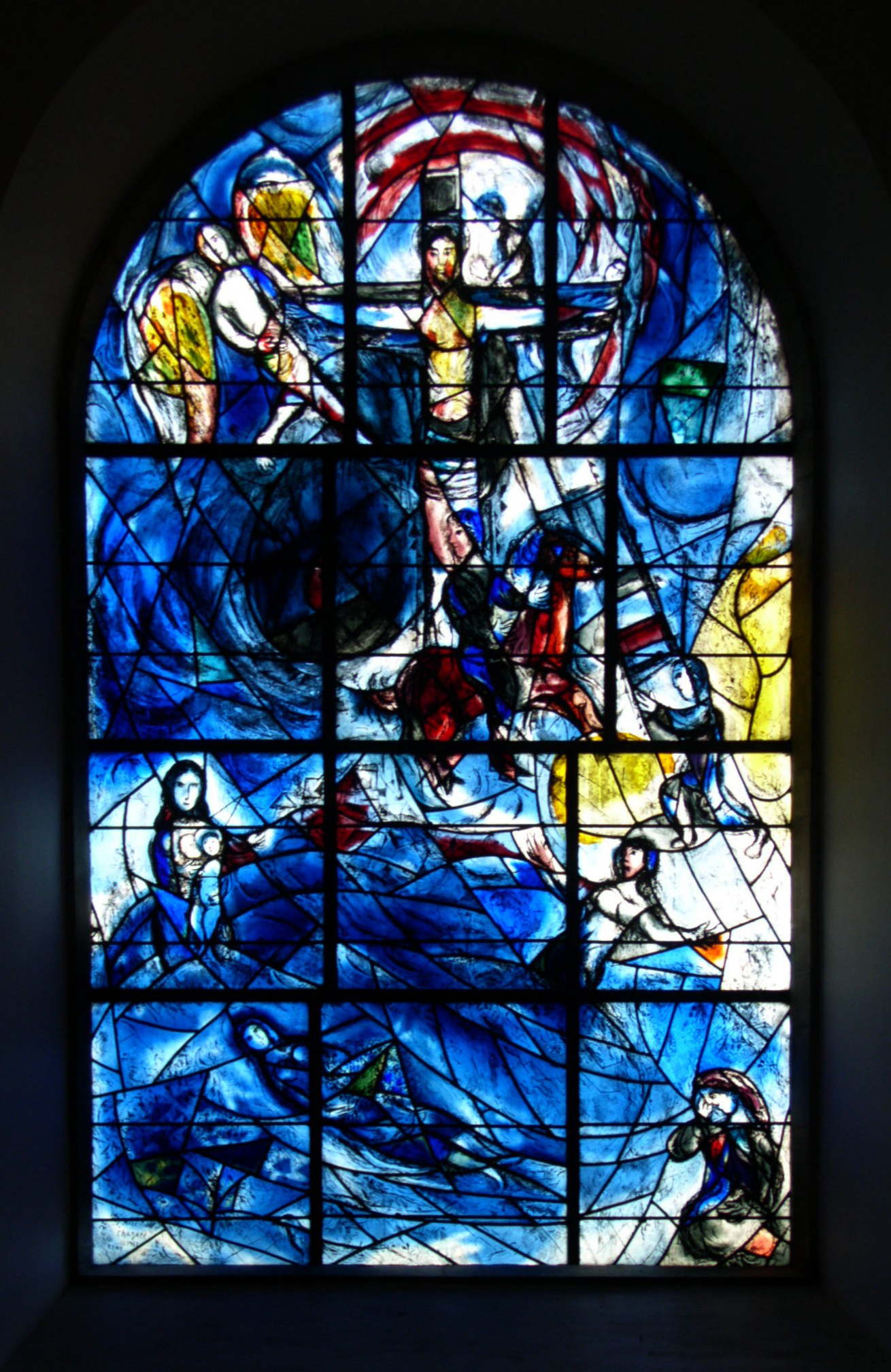
Fenêtre commémorative pour Sarah d'Avigdor-Goldsmid dans l'église All Saints, Tudeley

En 1912, il y a un camp militaire sur le terrain de Somerhill. Les soldats sont logés dans des tentes cloches. À la mort d'Osmond en 1940, la propriété passe ensuite à son fils aîné Henry. Pendant la Seconde Guerre mondiale, Somerhill est le site d'un camp de prisonniers de guerre, connu sous le nom de camp de prisonniers de guerre n° 40. Des prisonniers de guerre italiens font partie de ceux hébergés à Somerhill. L'armée est en possession de Somerhill de 1940 à 1949.
Après la guerre, la maison est le théâtre de nombreuses réceptions somptueuses. Rosemary d'Avigdor-Goldsmid le compare à un hôtel, "sauf que les clients ne payaient pas !". Parmi les visiteurs de marque figurent John Betjeman, Hugh Casson, David Niven et Enoch Powell. La maison est classée le 20 octobre 1954 comme Grade I. Le 19 septembre 1963, la fille de d'Avigdor-Goldsmid, Sarah, se noie dans un accident survenu au large de Rye, Sussex de l'Est. L'artiste Marc Chagall est chargé de concevoir un ensemble de vitraux dans l'église All Saints de Tudeley, en sa mémoire.
En 1976, Somerhill passe à Chloé, la fille survivante d'Henry, qui vit à Hadlow Place Farm, Hadlow. Elle vend Somerhill en 1981, qui est revendu trois fois au cours des huit années suivantes. Une vente du contenu de Somerhill a lieu par Sotheby's les 23 et 24 juin 1981. Il est acheté par M. et Mme Watts qui l'ouvrent pour des mariages. À partir de 1988, la maison est largement restaurée avec l'aide d'English Heritage. Les travaux sont entrepris par R. Durtnell &amp; Sons de Brasted, qui célèbre son 400e anniversaire en 1991 avec une fête organisée à Somerhill alors que la restauration est terminée. Fielden et Mawson sont les architectes des travaux.
En 1993, les écoles de Somerhill s'installent à Somerhill House, après avoir été à Tunbridge Wells. Elles comprennent trois écoles réparties en un seul endroit. Somerhill Pre-Prep est destiné aux garçons et aux filles âgés de 3 à 6 ans. Derwent Lodge est destiné aux filles âgées de 6 à 11 ans et Yardley Court aux garçons âgés de 6 à 13 ans. En 1998, les pièces mansardées sont aménagées pour accueillir des salles de classe et une salle d'art. Un ancien grenier est également transformé en salles de classe, tandis que certaines écuries sont transformées en ateliers. Cette année-là également, un pont sur le lac dans le domaine de Somerhill est ajouté au registre des bâtiments à risque par le conseil d'arrondissement de Tunbridge Wells, dans la région duquel se trouve Somerhill. En 2000, la travée centrale entre l'ancienne cour des écuries et la cour des écuries est rétablie au coût de 720 000 £ pour accueillir l'école préparatoire Somerhill et les bureaux administratifs. Cette année-là également, un permis de construire est accordé pour la construction d'une salle de sport sur la terrasse sportive supérieure.

### XXIesiècle
La travée centrale restaurée ouvre ses portes en janvier 2001. La nouvelle salle de sport est achevée en 2002 pour un coût de 1 400 000 £. Un terrain en gazon artificiel est ajouté en 2003. En 2004, le pont sur le lac est réparé pour un coût de 170 000 £, grâce à une subvention de 32 000 £ du conseil d'arrondissement de Tunbridge Wells. En 2006, un permis de construire est accordé pour la transformation du jardin clos en salle à manger et piscine couverte. Les travaux  commencent l'année suivante et sont achevés en janvier 2009. La salle à manger et la piscine reçoivent un Design Award de la Tonbridge Civic Society en 2009.

## Sources
- John Britton, Descriptive Sketches of Tunbridge Wells and the Calverley Estate, London, John Britton, 1832 (p 120, p 121)
- Thomas Benge Burr, The History of Tunbridge Wells, Tunbridge Wells, Thomas Benge Burr, 1766 (p 233, p 234)
- J Clifford, Guide of Tunbridge Wells, Tunbridge Wells, J Clifford, 1830 (p 154)
- John Colbran, Colbran's New Guide for Tunbridge Wells, Cornhill, London, A H Bailey & Co, 1840 (lire en ligne) (p 332 Archived 2011-09-30 at the Wayback Machine, p 333, p 334)
- Antony Dale, Fashionable Brighton 1820–1860, Newcastle-upon-Tyne, 2nd, 1967 (1re éd. 1947) (ISBN 0-85362-028-8)
- Edward Hasted, The History and Topographical Survey of the County of Kent, Volume V, Canterbury, W Bristow, 1798 (p 235, p 236)
- Arthur H Neve, The Tonbridge of Yesterday, Tonbridge, Tonbridge Free Press, 1933 (p 46, p 47, p 53, p 54, p 360)
- Arthur Oswald, Country Houses of Kent, London, Country Life Ltd, 1933 (p 41, p 42)
- Maxwell Alexander Robertson, English reports annotated, 1866-1900, Volume 1, 1866 (lire en ligne)
- J Radford Thomson, Pelton's Illustrated Guide to Tunbridge Wells, Tunbridge Wells, Richard Pelton, 1883 (p 173, p 174)